# Кияма
Кияма (яп. 基山町 Кияма-тё:, «Городок у основания горы») — посёлок в Японии, находящийся в уезде Мияки префектуры Сага. Площадь посёлка составляет 22,12 км², население — 17 477 человек (1 августа 2014), плотность населения — 790,10 чел./км².

## Географическое положение
Посёлок расположен на острове Кюсю в префектуре Сага региона Кюсю. С ним граничат города Тикусино, Огори, Тосу.

## Население
Население посёлка составляет 17 477 человек (1 августа 2014), а плотность — 790,10 чел./км². Изменение численности населения с 1980 по 2005 годы:
| 1980 | 11 501 чел. |  |
| 1985 | 13 495 чел. |  |
| 1990 | 14 455 чел. |  |
| 1995 | 18 444 чел. |  |
| 2000 | 19 176 чел. |  |
| 2005 | 18 889 чел. |  |

## Символика
Деревом посёлка считается рододендрон, цветком — рододендрон.